# Riozinho
Riozinho är en kommun i Brasilien.   Den ligger i delstaten Rio Grande do Sul, i den södra delen av landet, 1 600 km söder om huvudstaden Brasília. Antalet invånare är 4 327.
I omgivningarna runt Riozinho växer i huvudsak städsegrön lövskog. Runt Riozinho är det glesbefolkat, med 13 invånare per kvadratkilometer.